# Španělská literatura

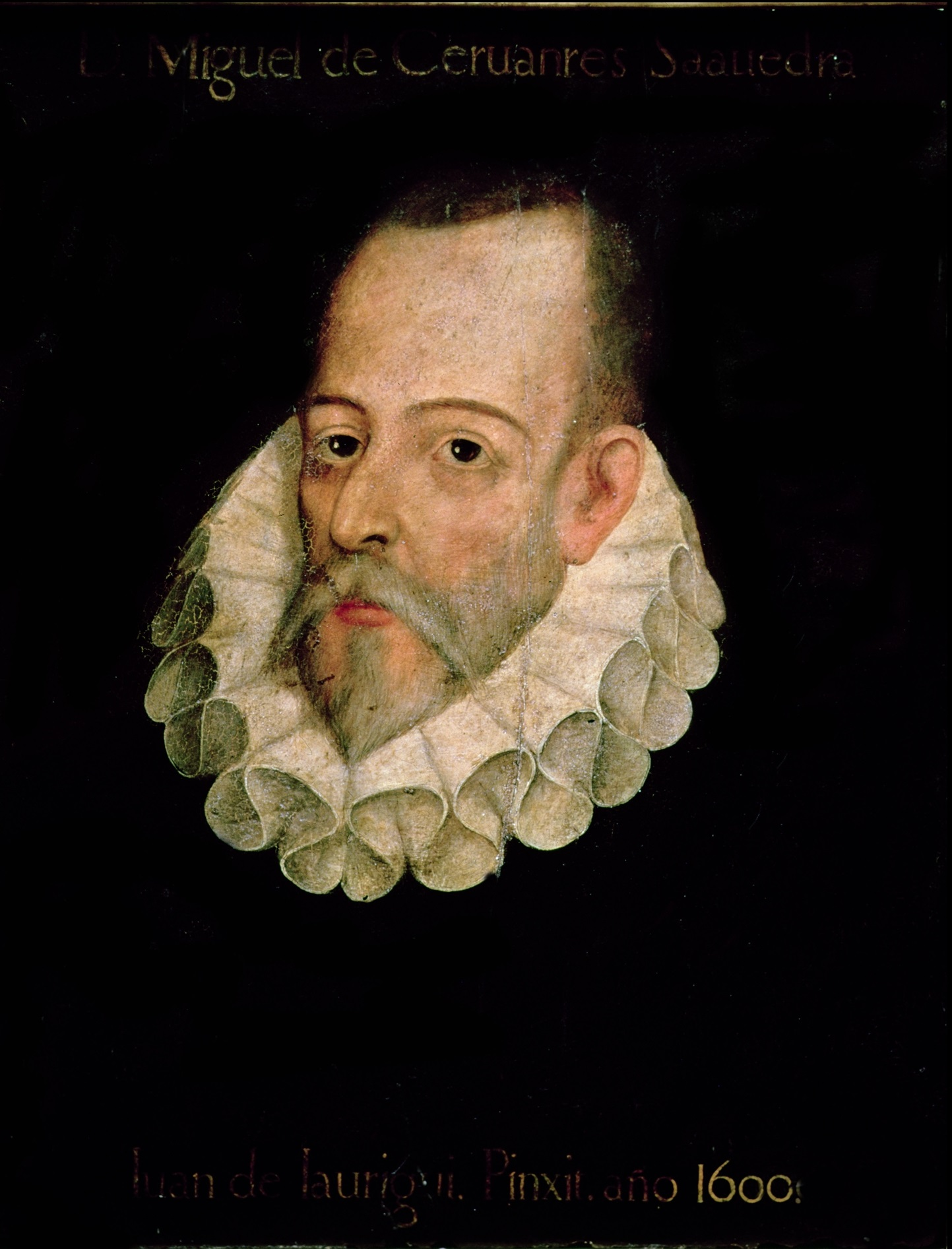
Miguel de Cervantes Saavedra

Španělská literatura zahrnuje literární díla, vzniklá na území Španělska. Bývá dělena podle jazyků, v nichž jsou psána, na kastilskou literaturu (napsanou v kastilštině), katalánskou literaturu (v katalánštině), baskickou literaturu (v baskičtině) a galicijskou literaturu (v galicijštině). Na území Španělska vznikala také literární díla v dalších jazycích; komunita sefardských Židů používala v literární tvorbě hebrejštinu a ladino, klérus a arabská komunita tvořily také literární díla v arabštině a latině. Z hlediska počtu i hodnoty literárních děl je z těchto jazykových odvětví nejvýznamnější kastilská literatura.
Nejstarší dochovanou památkou kastilského písemnictví je Píseň o Cidovi, hrdinský epos ze 12. století. Vrcholné období v 16. a 17. století je označováno za Zlatý věk (Siglo de Oro). V této době tvořili dramatik Lope de Vega, mystici Terezie od Ježíše a Jan od Kříže či Miguel Cervantes, autor vůbec nejvýznamnějšího španělského románu Don Quijote. Barokní a manýristickou literaturu dalších generací Zlatého věku pak reprezentují spisovatel Francisco de Quevedo, básník Luis de Góngora nebo dramatik Pedro Calderón. Významná je rovněž tradice pikareskního románu, líčícího spodinu společnosti a předznamenávajícího pozdější naturalismus. Kastilský klasicismus 18. století pod francouzským vlivem nepřinesl významnější umělecké hodnoty, následující romantismus je spojen se jménem básníka Josého de Esproncedy. Realismus 19. století reprezentují mimo jiné romanopisci Pedro de Alarcón a Juan Valera, z takzvané Generace 98 z přelomu 19. a 20. století se světově proslavil filozof a spisovatel Miguel de Unamuno. Ve 20. století tvořili nositelé Nobelovy ceny za literaturu básník Vicente Aleixandre a prozaik Camilo José Cela či například básníci Federico García Lorca a Rafael Alberti.
Katalánská literatura počíná trubadúrskou a žakéřskou poezií středověku, tehdy tvoří i filozof Ramon Llull. Po dlouhém období úpadku zahájilo národní obrození 19. století opět umělecký život, reprezentovaný například básníkem Josepem Carnerem; frankistický režim však rozvoj katalánské literatury na dlouhou dobu narušil, katalánština dokonce po jistou dobu nesměla být vůbec používána na veřejnosti.
Baskická literatura vznikla až v raném novověku a její vývoj pozdržela jak roztříštěnost jazyka do mnoha dialektů, tak politické okolnosti. Přesto od 19. století existuje literární tradice, kopírující hlavní směry rozvoje okolních literatur a umožňující uchovávat a rozvíjet tento izolovaný evropský jazyk.
Galicijština je velmi podobná portugalštině, její literatura má společné středověké počátky s portugalskou a udržela si na ni blízké vazby. Mezi rané postavy galicijské literatury patří například trubadúr Macías, autor milostných písní z druhé poloviny 14. století. Po středověkém období rozkvětu následoval dlouhý úpadek, který skončil až 18. a zejména 19. stoletím, kdy proběhlo galicijské národní obrození.

## Kastilská literatura
Kastilská literatura je psaná ve spisovné kastilštině. Ze všech jazykových odvětví literatury Španělska je nejstarší, nejrozsáhlejší a patrně také nejrozvinutější.

### Středověk

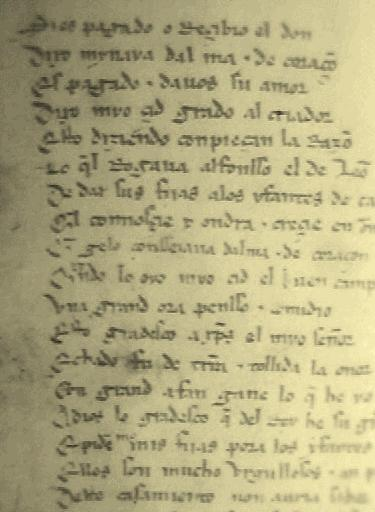
Ukázka rukopisu Písně o Cidovi

Středověk v kastilské literatuře trval přibližně mezi 12.–14. stoletím, poté se postupně změnil v renesancí. Převažujícími literárními žánry středověké literatury byly rytířský román, hrdinská epika, náboženská (a nábožensky inspirovaná) lyrika a próza.
Nejstarším dochovaným literárním dílem je Píseň o Cidovi (Poema del Cid), epos ze 12. století, který s relativně velkou historickou přesností popisuje hrdinství Rodriga Díaze de Vívar v bojích proti Maurům. V tomto období byly (kastilsky) napsány i další hrdinské eposy, např. Zpěv o Roncevaux (Cantar de Roncesvalles), nedochovaný Zpěv o sedmi infantech z Lary (Cantar de los siete infantes de Lara), rovněž nedochovaná Báseň o Fernánu Gonzálezovi (Poem de Fernán González) a patrně i řada dalších děl. Hrdinská epika z této doby je výrazově jednoduchá a historicky věrná, nebo alespoň realistická, hrdinská epika 13. a 14. století je již složitější a obsahuje fantastičtější prvky. Z epiky pozdějšího období vyniká zejména anonymní skladba Zpěv o Rodrigovi (Cantar de Rodrigo) z období kolem roku 1400. Tyto epické básně byly patrně přednášena potulnými žakéři (juglares, singulár juglar, vlastně kejklíři), odtud pochází španělský název tohoto žánru Mester de Juglaría („žakéřské umění“). Španělské označení pro hrdinské eposy tohoto druhu je cantares de gesta, což znamená „písně o činech“.
Středověkou lyriku tvořila především dvorská poezie, napodobující zprvu trubadúrskou milostnou poezii a později také italské básníky z počátku renesance. Světská lyrika byla psána spíše galicijsky, proto je o ní podrobněji pojednáno níže, méně básní ale bylo psáno i v kastilštině. Šlo především o nepříliš zdařilé napodobeniny provensálských a galicijských vzorů.
Významné postavení měla ve středověké literatuře náboženská literatura. Vznikala převážně v církevních kruzích, a to zprvu jen v latině, až později v kastilštině a dalších jazycích. Většinu děl tohoto žánru tvořila lyrická poezie, věnovaná Panně Marii, mravoučná literatura a legendy. Žánr duchovní poezie se v kontextu středověké kastilské literatury španělsky označuje jako Mester de Clerecía, tedy „umění kněžstva“. Náboženské poezii se věnoval i nejstarší jménem známý kastilsky píšící básník
, Gonzalo de Berceo (13. století). Kněží byli mimo náboženskou lyriku také autory převážné většiny středověké rytířské literatury.
Rozvoj španělské středověké prózy velmi ovlivnil Alfons X. Kastilský, řečený Moudrý (1221–1284), významný mecenáš umění a také tvůrce básnických i prozaických děl (mj. přeložil řadu arabských vědeckých spisů do kastilštiny). Próze v tomto období žánrově dominovala krátká povídka, založená na arabských vzorech, především s mravoučnou tematikou (v tomto žánru byl nejvýznamnější Juan Manuel), a také odborná literatura (především právnická a kronikářská).
Dalším významným prozaickým žánrem byl rytířský román, založený na francouzských vzorech. Španělská románová produkce byla sice rozsáhlá, romány ale většinou nebyly ani zdařilé, ani tematicky původní. Relativně nejoriginálnějším románem byl anonymní Příběh rytíře božího, který měl jméno Cifar (Historia del Caballero de Dios, que había por nombre Cifar). Přes nízkou kvalitu ale mají tyto romány z literárně historického hlediska velký význam, protože z jejich tradic vychází vůbec nejvýznamnější dílo španělské literatury, román Don Quijote od Miguela Cervantese.

### Renesance
Renesance v kastilské literatuře proběhla v období mezi 15. a 17. stoletím. Zprvu byla ovlivněna italským humanismem, pozdější, samostatnější fáze byla jedním z vrcholných období kastilské literatury – z toho důvodu je označována jako Zlatý věk (Siglo de Oro). Tvořily v něm nejvýznamnější osobnosti kastilské literatury vůbec jako Lope de Vega a Miguel Cervantes.

#### Humanismus
Humanismus byl založen především na nápodobě italské humanistické lyriky, což se projevilo jak v tematice, tak ve formě (vznikají např. první sonety podle italského vzoru). V renesančním období vznikla také romance, vůbec nejtypičtější žánr kastilské literatury. Jde o krátkou epickou píseň, obsahově navazující na hrdinské zpěvy středověku, která je psána typickou formou, totiž čtyřstopým trochejským veršem, v němž sudé verše asonují, přičemž asonance zůstává po celou skladbu stejná. Tento žánr se vyskytuje jak ve folklórní slovesnosti, tak v autorské tvorbě, ovlivnil také celou řadu nešpanělských autorů (v českých zemích např. Jaroslava Vrchlického).

Renesance do kastilské literatury pronikla z Itálie. Do Španělska ji uvedli dvorní básníci jako Íñigo López de Mendoza (1398–1458, sonety a nápodoby Danta), Juan de Mena (1411–1456, rozsáhlejší skladby alegoricko–filozofické, jako Labyrint štěstěny) či Jorge Manrique (asi 1440–1479, velmi působivá a vlivná elegie Sloky Jorge Manriqua na smrt otcovu, pokládaná za vůbec nejčastěji antologizovanou španělskou báseň). Jejich poezie byla shromážděna v tzv. Baenově zpěvníku (Cancionero de Baena), dokončeném kolem roku 1430.
Dalšími významnými žánry humanistické literatury byly lidová satira, především veršované, zpravidla velmi hrubé pamflety, týkající se společenských problémů (například Sloky provinciálovy (Coplas del provincial)). Časté byly také prózou psané cestopisy.

#### Zlatý věk
Hlavní článek: Siglo de Oro

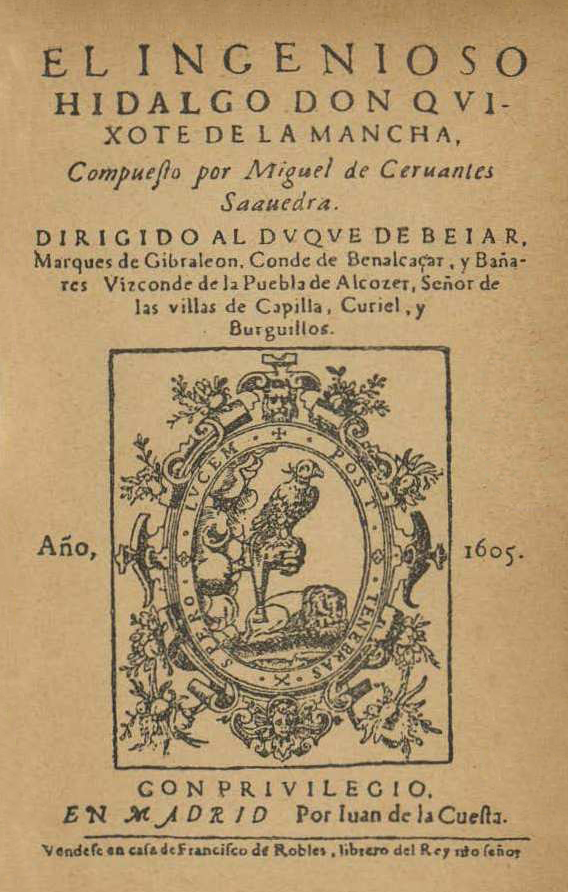
Titulní strana čtvrtého vydání Dona Quijota

I zlatý věk původně vznikl z nápodob italské renesanční literatury. Mezi tyto napodobitele patřil např. Juan Boscán (asi 1490–1542, napodobitel Petrarcy a autor řady lyrických básní). Ve zlatém věku nastal největší rozmach prozaických rytířských románů (vrcholným dílem byl román Čtyři knihy o ctnostném rytíři Amadisovi Waleském (Los cuatro libros del virtuoso caballero Amadís de Gaula) napsaný Garcim Rodríguezem kolem roku 1500), renesančních mimo jiné svou fantastickou náplní, a také románů pastýřských, které líčily idylické milostné příběhy pastýřů z antické bukolické poezie, a románů maurských, odehrávajících se především v arabském prostředí (vzhledem k arabským státům na jihu Španělska byla arabská tematika španělským literaturám vždy blízká). Velmi typickým žánrem byl též pikareskní román, sociálně kriticky líčící formou biografie fiktivního „šibala“, většinou vychytralého sluhy apod., spodinu soudobé španělské společnosti, který částečně předznamenal pozdější naturalismus.
Nejvýznamnější představitel renesanční prózy byl Miguel de Cervantes y Saavedra, autor renesančních povídek (Příkladné novely, Novelas Ejemplares) a zejména jednoho z nejvýznamnějších děl zlatého věku a literatury Španělska vůbec, satirického románu Don Quijote (El ingenioso hidalgo Don Quixote de la Mancha), který ze záměru parodovat rytířské a pastýřské romány vytváří hluboké a významné filozofické dílo, vypovídající o vztahu představy a reality ve všech lidech.
Mezi literárně nejhodnotnější díla Zlatého věku patřila dramata. Jedním z vůbec prvních děl tohoto období bylo rozsáhlé drama Celestina (La Celestina, 1499), napsané patrně Fernandem de Rojas (asi 1456–1546), v němž se odráží renesanční pojetí lásky. Dalším významným dílem počátku zlatého věku jsou literárně velmi vlivné dramatické eklogy Juana del Encina (1469–asi 1533).

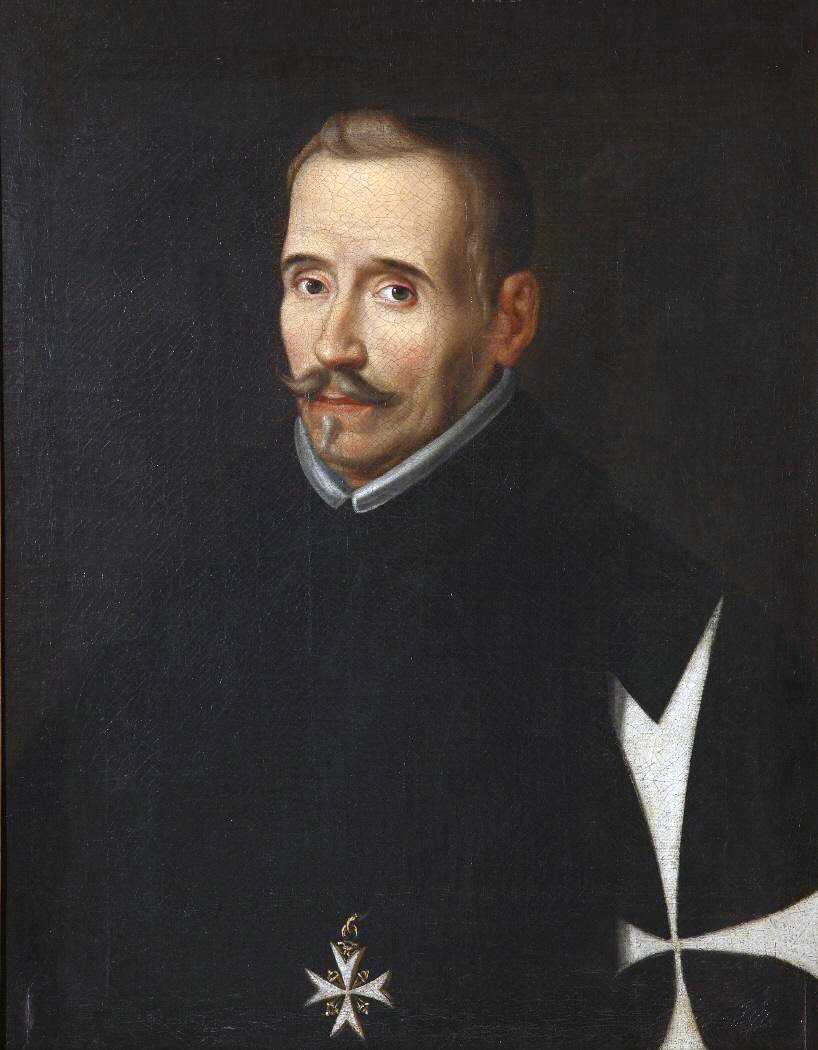
Lope de Vega

Dramata, nazývaná často i přes vážný námět komedie, byla zpravidla veršovaná a skládala se ze tří dějství. Drama začínalo prologem, shrnujícím námět, mezi první a druhé dějství byla vložena komediální mezihra, mezi druhým a třetím dějstvím se recitovala romance taktéž většinou komického charakteru. V závěru byla většinou zpívaná scéna s tanci. Dramata často zpracovávala témata a příběhy ze starší literatury, např. z rytířských románů, nebo témata historická. Prvními vysloveně renesančními dramatiky byli Lope de Rueda (asi 1510–1565) a Juan de la Cueva, nejvýznamnější byl ale Lope de Vega, nesmírně plodný (udává se přes tisíc her, pochopitelně kolísavé kvality) a mimořádně významný autor ve vývoji kastilské literatury. Lope de Vega byl po Cervantesovi druhou nejvýznamnější postavou Zlatého věku. Zaměřoval se především na komedie, často s historickým námětem. Měl celou řadu následovníků různé literární úrovně. Drama tohoto období bylo v mnohém typické, např. míšením žánrů, kombinací tragických a komických prvků, velkou formální složitostí (podle přesných kritérií se v něm střídala nejvíce zastoupená forma romance, čtyřveršová a desetiveršová sloka s plnými rýmy a monology ve formě sonetu).
Nedramatická světská poezie zlatého věku byla silně pod vlivem italské, dělila se na školu sevillskou (její styl byl živý, smyslový, barvitý, ale její pojetí bylo o něco povrchnější, vůdčí osobností byl Fernando de Herrera (asi 1534–1597, autor milostných sonetů a hrdinských romancí o velikosti Španělska) a školu salamanskou (typická je pro ni jednoduchost stylu, ale větší hloubka pojetí, hraničící s mysticismem).
Duchovní poezie té doby byla na mysticismu založena, snažila se popsat lidskou duši básnicky a najít v ní Boha. Vrcholnými představiteli tohoto rozsáhlého směru byli autor kazatelské prózy Luis de Granada (1504–1588), Terezie od Ježíše, autorka alegorických mystických próz, jako je Vnitřní Hrad (El castillo interior), a vynikajících lyrických básní, Luis de León (1528–1591, autor filozofických a intelektuálních náboženských básní) a Jan od Kříže.
Z období přechodu mezi renesancí a barokem je pozoruhodný také epos Araukana (La Araucana, poslední část vydána 1589) Alonsa de Ercilla (1533–1594), líčící boje s Indiány v Chile, zajímavý kromě literárních kvalit také nestranností v líčení obou znepřátelených stran.

### Baroko

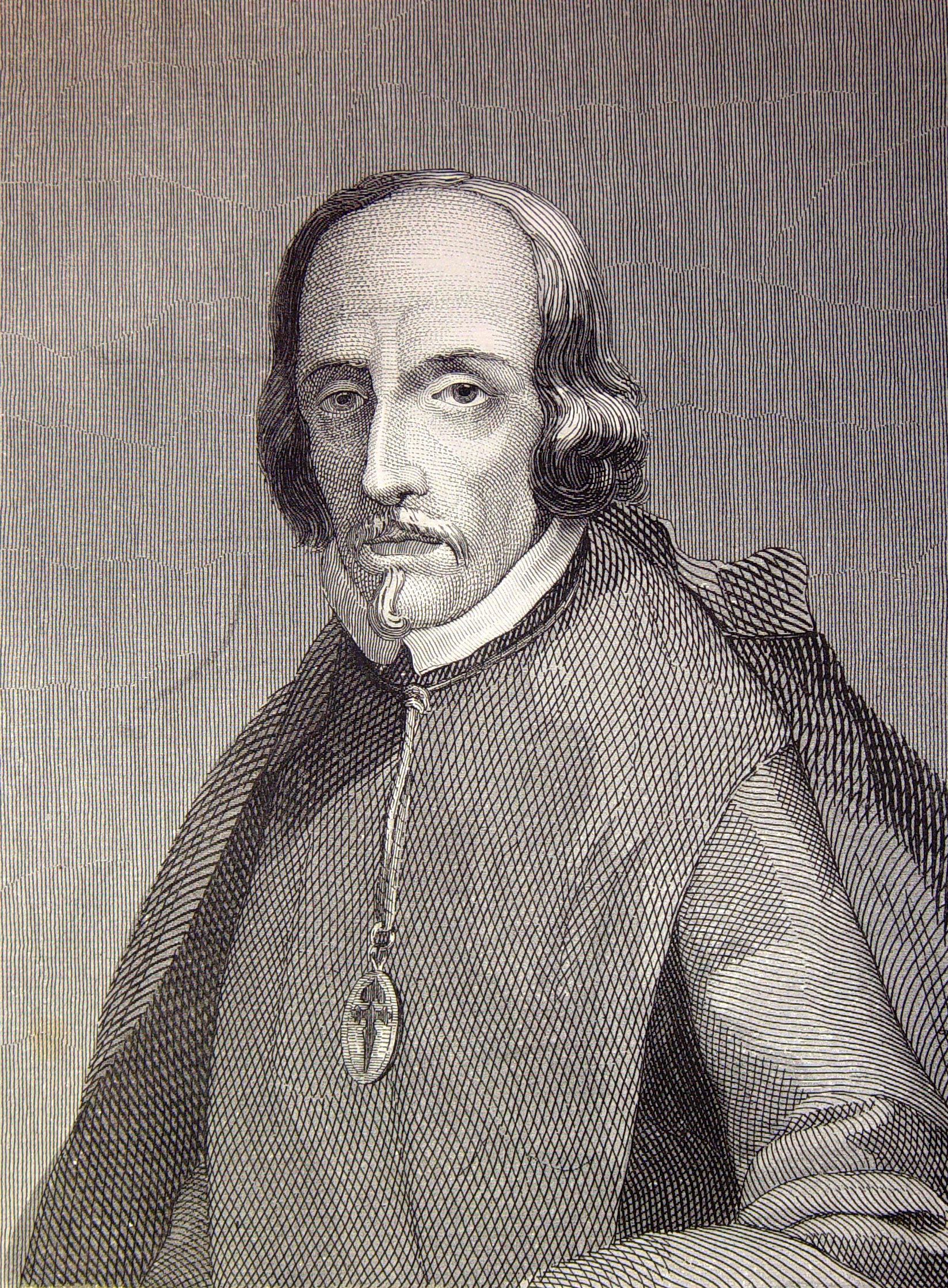
Pedro Calderón

Přechod mezi renesancí a barokem byl v kastilské literatuře pozvolný. Přechodným obdobím, kdy se renesance měnila v baroko, byl právě zlatý věk, a proto velká část děl z období zlatého věku, zejména díla následovníků Lope de Vegy, spadá už historicky i stylisticky vlastně do baroka.
Baroko tvořilo hlavní proud především v 17. století, v 18. století opět postupně a pozvolna přecházelo v klasicismus. Pokud jde o pojetí, baroko je oproti relativně optimistické renesanci, zaměřující se na člověka, podstatně pesimističtější a zaměřuje se spíše na Boha.
Kastilské baroko bylo ovlivněno především manýrismem, který se dále dělí do dvou směrů, na kulteranismus (jazyk se oproti renesanční jednoduchosti úmyslně komplikuje, jde manýrismus v jazyce a stylu) a konceptismus (manýrismus je spíše v myšlence a tématu, založený na její abstraktnosti a neotřelosti, jazyk ale zůstává stále poměrně jednoduchý).
V baroku pokračovala řada tradic z renesance, například tradice pikareskního románu. V tomto směru byl významný román Život Guzmána z Alfarache (Vida de Guzmán de Alfarache, 1604), napsaný Mateo Alemánem (1547–asi 1615). Barokní pikareskní romány jsou obecně mnohem pesimističtější a hořčejší, než jejich spíše optimistické a vtipné renesanční protějšky, ztrácí také sociálně kritický nádech a zčásti i svou kvalitu.
Nejvýznamnějším představitelem kulteranismu byl básník Luis de Góngora (1561–1627). Jeho nejvýznamnějším dílem je rozsáhlá alegorická skladba Samoty (Soledades). Nejvýznamnějším představitelem konceptismu byl pak spisovatel Francisco de Quevedo (1580–1645), autor mnoha básní, dosti intelektuálních a ironických. Nejvýznamnější je jeho próza, konkrétně sbírka šesti povídek Sny (Los sueños, 1627) a zejména pikareskní román Život Rošťáka (La vida del Buscón, 1626). Próza i poezie jsou typické hořkou ironií. Druhá polovina 17. století představovala v poezii a próze literární úpadek.
Nejvýznamnějším dramatikem kastilského baroka byl Pedro Calderón (1600–1681), autor mnoha lyrických dramat, většinou komedií nebo alegorií s náboženskou tematikou. Stěžejním tématem jeho her byla lidská čest. Nejvýznamnější z jeho asi dvou set děl je náboženská alegorie Život je sen (La vida es sueño) a drama v renesančním duchu Zalamejský rychtář (El Alcalde de Zalamea).

### Klasicismus
Období klasicismu nastalo v 18. století, tento směr ale postupně dozníval až do roku 1834. Kastilský klasicismus byl ovlivněn celkovým uvolněním atmosféry (a omezením moci církve, která byla nejvýraznějším podporovatelem barokní kultury), ke kterému došlo s nástupem Bourbonů na španělský trůn. Příchod této původem francouzské dynastie na španělský trůn logicky znamenal větší sepjatost s Francií.
I umění bylo ovlivněno francouzskou kulturou, (kastilská literatura přijala například román dle klasicistní tradice, bajku, formu alexandrínu), v níž v té době vrcholil klasicismus a osvícenství. V této epoše vznikla literární kritika a první literárně teoretická díla, např. od Benita Feijóa (1676–1764), který výrazně ovlivnil následující epochu kastilského dramatu, Ignacia de Luzán (1702–1754), který zformuloval manifest kastilského klasicismu).
V dramatu se klasicismus projevil velmi výrazně, prvním, byť nepříliš úspěšným klasicistním dramatikem byl Nicolás Fernández de Moratín (1737–1780), autor např. komedie Módní žena (La pentimetra), úspěšnější byl jeho syn Leandro Fernández de Moratín, autor mnoha divácky oblíbených komedií. Jiní autoři se snažili klasicismus přizpůsobit obvyklé poetice španělského dramatu.
Španělská klasicistní poezie je představována především tzv. novou salamanskou školou, která byla založena Diegem Gonzálezem (1732–1794), jehož vlastní literární význam byl ale mizivý. Nejvýznamnějším básníkem této školy byl lyrik Juan Meléndez Valdés (1754–1817), autor bukolické milostné poezie, ovlivněný antikou a v pozdějším období i evropským preromantismem.

### Romantismus

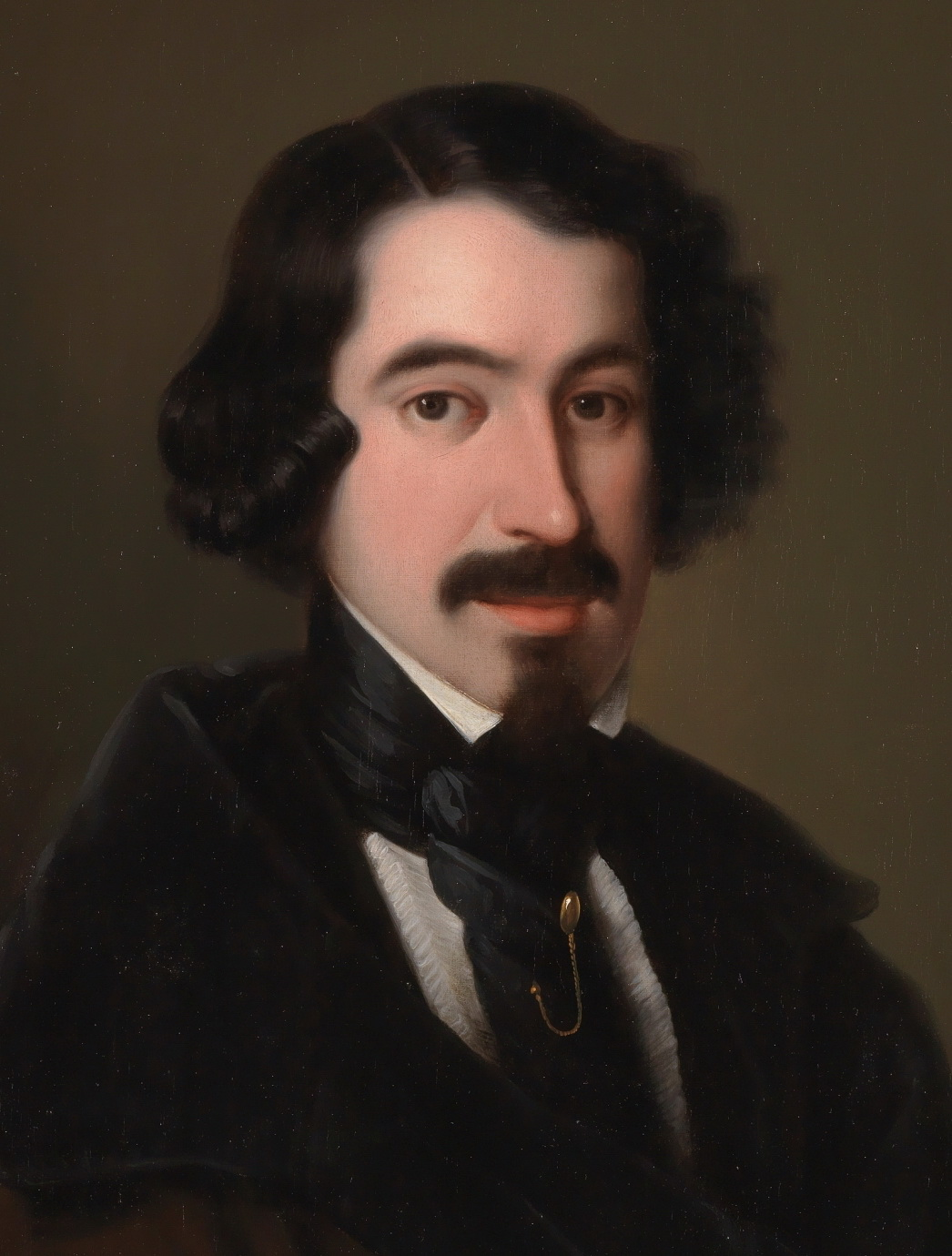
José de Espronceda

Španělský romantismus trval přibližně do poloviny 19. století. Jeho počátky byly ovlivněny francouzskou revolucí. Vrcholné období nastalo přibližně mezi lety 1834–1844, poté romantismus opět pozvolna přechází do realismu. Romantismus ve Španělsku je o něco umírněnější než jinde, některé jeho rysy jsou ve španělské literatuře vzhledem k místnímu prostředí a literárním tradicím výrazně oslabeny (především byronismus, jenž je v jiných romantických literaturách velmi silný, se ve španělské literatuře takřka nevyskytuje, mnohem slabší je také obdiv k přírodě), jiné složky jsou naopak posíleny (obdiv k historii).
Španělská romantická poezie měla (jak tomu bylo ve španělské literatuře vždy) velmi úzký vztah k dramatu. Nejvýznamnějším romantickým básníkem byl José de Espronceda (1808–1842). Účastnil se několika politických spiknutí, dlouhou dobu strávil v emigraci. Jeho básnické dílo představují historické poemy (např. Salamanský student, El estudiante de Salamanca, 1840) a milostná a politická lyrika s tematikou svobody. Dalším významným romantickým básníkem byl José Zorrilla y Moral (1817–1893), autor mnoha spíše prostších lyrických básní především popisného charakteru, epických poém s tematikou španělské historie (především reconquisty), vynikajících svou barvitostí, a také mnoha historických dramat, z nichž nejvýznamnější je hra Don Juan Tenorio (1844), kterou byl španělský romantismus v podstatě završen.
Nižší úroveň měla ve kastilské romantické literatuře próza, zahrnující rozsáhlou, ale nepříliš kvalitní produkci historických románů, napodobujících Waltera Scotta, a prózu, směrově spadající do tzv. kostumbrismu, jejímž převažujícím žánrem byla črta (nazývaná žánrový obrázek), popisující realisticky všední situace. Nejvýznamnějším představitelem tohoto žánru byl Mariano José de Larra (1809–1837).

### Realismus
Realismus nahradil, či spíše postupně přerůstal, romantismus v polovině 19. století a v kastilské literatuře představoval hlavní proud až do sklonku 19. století.
Básnická tvorba tohoto období byla velmi různorodá a s realistickým směrem jako takovým příliš spjata nebyla. Nejvýznamnějším básníkem realistického období byl Gustavo Adolfo Bécquer (1836–1870). Jeho nejvýznamnějším dílem je sbírka prozaických převyprávění španělských pověstí, nazvaná Pověsti (Leyendas) a sbírka krátkých lyrických básní Rýmy (Rimas), jejímž hlavním tématem je postupný vývoj milostného vztahu. Rýmy vynikají jednoduchostí formy, jazyka i myšlenek. Jiným významným básníkem tohoto období byl Ramón de Campoamor (1817–1901), autor dobově velmi úspěšných epigramů, či Gaspar Nuňéz de Arce (1834–1903), autor majestátních a intelektuálních filozofických básní, pesimisticky hodnotících problémy současného světa.
Dramatická tvorba v realismu spadala především do žánru tzv. salónní komedie (alta comedia), líčící život soudobé vyšší společenské vrstvy a s tematikou jejích morálních problémů, obsahující ale řadu archaických prvků (patos, princip osobní cti), přejatých ze starší dramatické tradice. Představitelem tohoto směru byl Adelardo López de Atala (1828–1879), autor mimo jiné dramatu Tolik a tolik procent (El tanto por ciento, 1861), líčící konflikt lásky a finančních zájmů. Ve své době velmi úspěšným dramatikem tohoto žánru byl José Echegaray y Eizaguirre (1832–1916), autor např. dramatu Velký kuplíř (El gran Gaeoto, 1881), zabývajícího se lidským soukromím, které bylo ve své době inscenováno i v Čechách.
Druhým dramatickým žánrem realismu byl tzv. (género chico (doslova drobný žánr), krátké, kostumbrismem ovlivněné dramatické črty, většinou komické, s tematikou všedního městského (zpravidla madridského) života, mnohdy obsahující i zpívané pasáže, a dostávající se tak na hranici operety. Literárně většinou nešlo o příliš hodnotná díla, spíše o lidovou kabaretní zábavu. Prvním autorem tohoto žánru byl Tomás Luceño (1844–1931), autor hry Obrázky z ulice (Cuadros al fresco).

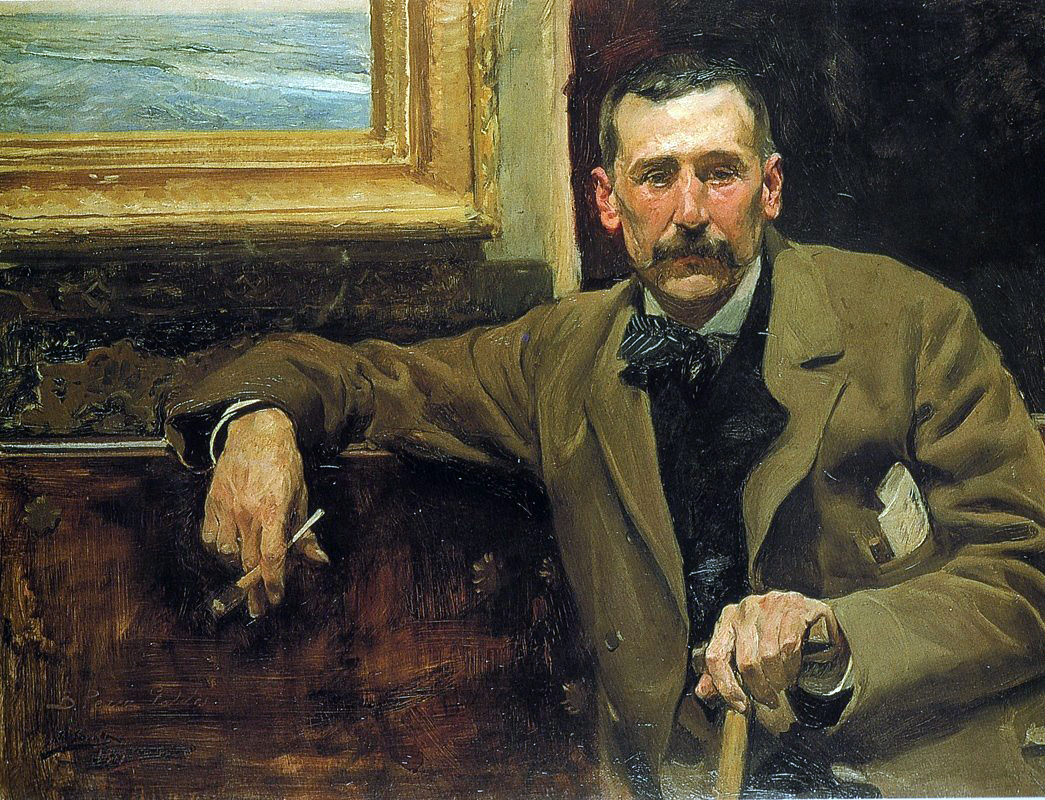
Benito Pérez Galdós

Kostumbrismem byl ovlivněn i hlavní žánr kastilského realismu, totiž román. Byl založen spíše na popisu prostředí, než na ději, ve své prvotní formě šlo téměř jen o rozšířenou črtu. První představitelkou tohoto žánru byla spisovatelka Cecilia Böhlová, užívající mužský pseudonym Fernán Caballero (1796–1877), autorka románu Racek (La gaviota). K dalším významným představitelům patří Pedro Antonio de Alarcón (1833–1891), autor novely Třírohý klobouk (El sombrero de tres picos), vlastně převyprávění staré romance, popisující život na španělském venkově, Juan Valera (1824–1925), autor románu Pepita Jimanézová (Pepita Jimanéz, 1874), líčícího konflikt lásky k Bohu a k ženě v osobě studenta teologie. Nejvýznamnějším spisovatelem realistického románu byl Benito Pérez Galdós (1843–1920), autor celé řady románů, především s tematikou role náboženství v soudobé španělské společnosti.

### Generace 98
Hlavní článek: Generace 98
Na konci 19. a začátku 20. století existoval v kastilské literatuře směr, nazývaný generace 98. Historicky vznik této literární skupiny souvisel se španělsko-americkou válkou. Spisovatelé, patřící do této skupiny, odmítali dosavadní konvence španělské literatury, usilovali o jednoduchý, přesný a krásný literární styl, jejich přístup byl dosti pesimistický. Důležitým tématem jejich tvorby byl španělský národ, jeho historie, vlastnosti apod., kritizovali úpadek a zaostalost (patrné např. v díle Španělské idearium Ángela Ganiveta Garcíi). Nejdůležitějšími představiteli této generace byli Miguel de Unamuno (1864–1936, autor především esejů a filozofických básní), Azorín (vlastním jménem José Martínez Ruiz, 1873–1967), Pío Baroja (1872–1956), Jacinto Benavente (1866–1954) a Ramón María del Valle-Inclán (1866–1936).

### 20. století
Hlavní článek: Generace 27
Kastilská literatura 20. století se dělila do celé řady směrů. Na počátku dvacátého století byla literatura stále pod vlivem generace 98, silně ovlivněna byla také modernismem. Následovala ji generace 27. V následujícím období se literatura
zabývala především španělskou občanskou válkou a následným frankistickým režimem.
Tvorba generace 27 (španělsky generación del 27), spadající z hlediska celosvětového literárního vývoje do avantgardy, žánrově převážně básnická, neměla žádný konkrétní styl, díla členů této generace byla stylisticky i žánrově velmi různorodá. Styl některých členů, jako byl Jorge Guillén (1894–1984), je optimistický, oslavuje přítomný okamžik, jiní básníci, jako Rafael Alberti prošli složitým vývojem od romanticky laděné poezie z mládí k vážnějším, často politicky angažovaným básním v pozdějším životě. Skupina se snažila spojit španělskou populární kulturu a folklór, klasickou literární tradici a evropskou avantgardu. Generace kladla důraz na hudebnost básní, snažila se o čistou poezii, byla ovlivněna Baudelairem, futurismem, kubismem, později také surrealismem, španělskou občanskou válkou a druhou světovou válkou. V tvorbě této generace byly často užity vizionářské obrazy a volný verš. Jejím významným příslušníkem byl mimo již zmíněných také nositel Nobelovy ceny za literaturu Vicente Aleixandre.
Většina spisovatelů se v období španělské občanské války přidala na stranu levice, proto mnoho z nich po skončení války a vítězství Franca emigrovalo (zejm. do USA nebo do Brazílie), kde zpravidla pokračovali v tvorbě (např. Juan Ramón Jiménez). Literatura z období španělské občanské války představovala především romány a povídky s touto tematikou, představující svědectví z tohoto období, existovala ale samozřejmě i poezie a drama (v této oblasti je významný například dramatik a básník Federico García Lorca). Prozaická díla tvořili například Francisco Ayala (narozen 1906) a Ramón José Sender (1901–1982), autor novely Rekviem za španělského rolníka (Requiem por un campesino español, 1960). Literatura z období španělské občanské války měla vzhledem k velkému zájmu o tento konflikt ve světě relativně velký ohlas a díla s touto tematikou napsali i nešpanělští spisovatelé (Ernest Hemingway: Komu zvoní hrana, George Orwell: Hold Katalánsku).
Po španělské občanské válce, jak už bylo zmíněno, velká část spisovatelů před frankistickou perzekucí a omezováním svobody slova odešla do exilu. Exiloví básníci, jako Blas de Otero (1916–1979) či Gabriel Celaya (1911–1991) se zabývali tématy svobody, víry a společenskou kritikou frankismu.
Řada spisovatelů, z nichž nejvýznamnější byl nositel Nobelovy ceny za literaturu, prozaik Camilo José Cela, ale přes politické obtíže zůstala ve Španělsku, kde se tedy literatura mohla dále rozvíjet. Atmosféra španělské poválečné prózy byla depresivnější, temnější, děsivější a grotesknější. Významnými autory byli dramatici Alejandro Casona (1903–1965) a Antonio Buero Vallejo (1916–2000).
Generace 1950, jejímiž nejvýznamnějším představiteli byli básníci Carlos Barral (1928–1989) a Jaime Gil de Biedma (1929–1990), zdůrazňovala společenskou hodnotu poezie, snažila se básnicky vystihnout každodenní život. V dalších generacích se literatura dále komplikovala a individualizovala, což se ještě prohloubilo po úmrtí Francisca Franca v roce 1975 a následném obnovení monarchie a posílení demokratické atmosféry.

## Katalánská literatura
Katalánská literatura je psána v katalánštině, potažmo ve valencijštině, což je jeden z katalánských dialektů (valencijští autoři mají v katalánské literatuře významné místo). Její historický vývoj byl podobný kastilské literatuře (viz výše).

### Počátky

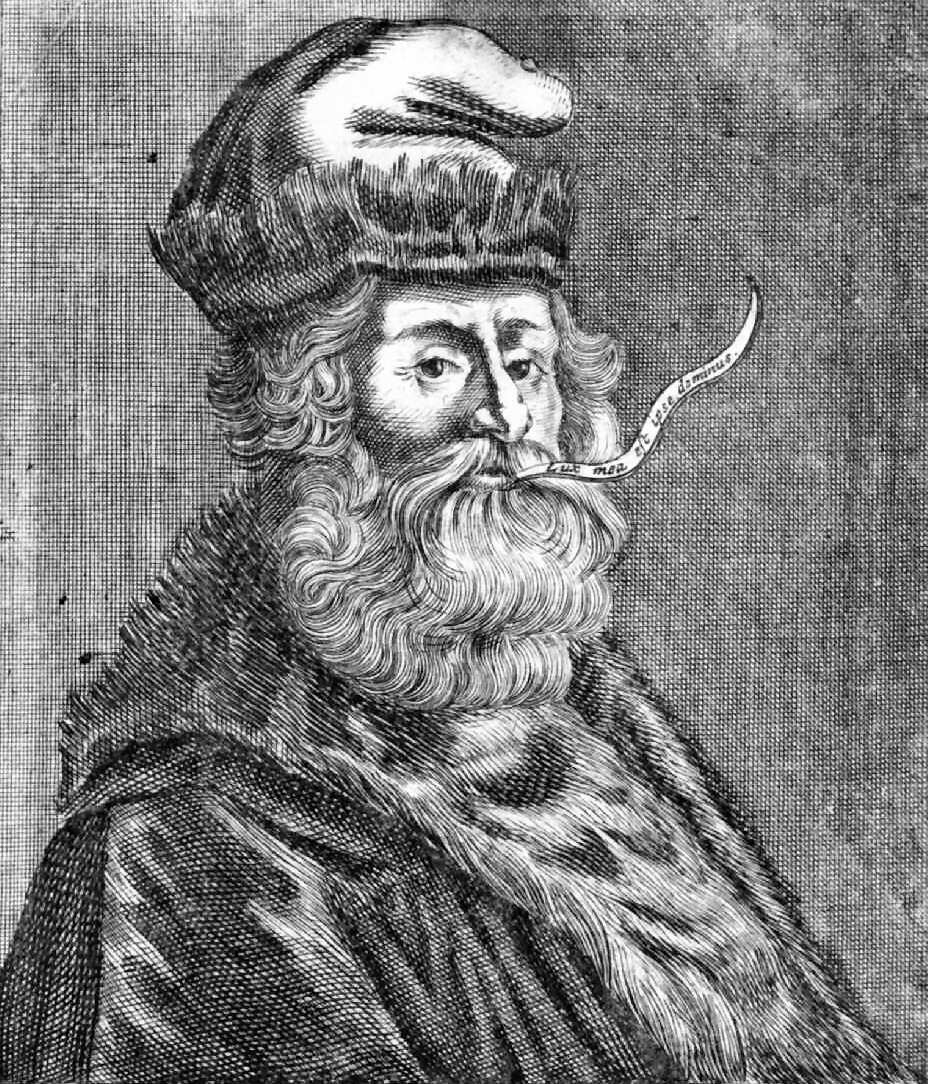
Katalánský filozof Ramon Llull

První zlomky (převážně prozaických) literárních děl v katalánštině spadají do 11. a 12. století, dokladů z tohoto období se ale dochovalo jen velmi málo. Jde většinou o překlady latinsky psaných právnických či historických spisů. Údaje o prvním dochovaném literárním díle psaném v katalánštině se zdroj od zdroje různí – uvádí se mimo jiné píseň Píseň o svaté víře (Cançó de Santa Fe, napsáno patrně mezi lety 1054–1076), sbírka homilií Kázání z Organyà (Homilies d'Organyà), pocházející z období kolem roku 1160, která se ale nedochovala celá, či zlomek překladu vizigótského latinsky psaného právnického spisu Forum iudicum.
Skutečným počátkem katalánské literatury je velmi bohatá a velmi různorodá básnická tvorba katalánských trubadúrů (trubador) a žakéřů (joglar), psaná mimo provensálštinu a galicijštinu zejména v pozdějším období také v katalánštině (katalánština těchto textů byla ale silně ovlivněna provensálštinou). Podobně jako v kastilské a galicijské literatuře byla trubadúrská poezie zaznamenávána v tzv. zpěvnících (cançoner). Tematika katalánské trubadúrské poezie byla především milostná, velmi časté byly ale např. takzvané sirvèntes, básně, vyjadřující nenávist k nějaké osobě. Nejplodnějším trubadúrem byl Cerverí de Girona (asi 1259–1285, napsal kolem 120 básní), trubadúrské tvorbě v katalánštině se věnovaly významné osobnosti, například i Petr III. Aragonský či Alfons II. Aragonský. Katalánská trubadúrská poezie vznikala především ve 13. století.
Nejvýznamnějšími představiteli katalánské prózy tohoto období byli filozofové Ramon Llull a Arnald z Villanovy (zemřel 1311).

### Středověk a počátky renesance
Hlavním cílem středověké katalánské literatury bylo odstranit pozůstatky provensálské trubadúrské kultury a provensálské vlivy v katalánštině.
Nejdůležitější součástí katalánské středověké prózy byly kroniky, kterých vznikla celá řada. Byly psány velmi umným jazykem, nezřídka byli jejich autory významné osobnosti (např. Petr IV. Aragonský). Pro formování katalánské literatury měly tyto historické spisy velký význam. Nejvýznamnějšími z těchto kronik byly tzv. Čtyři velké kroniky (Les quatre grans cròniques), tedy Kronika Jakuba I. (Crònica de Jaume I), Kronika Bernata Desclota (Crònica de Bernat Desclot), Kronika Ramona Muntanera (Crònica de Ramon Muntaner) a Kronika Petra Obřadného (Crònica de Pere el Cerimoniós).
Nejvýznamnějším středověkým básníkem byl Ausiàs March (asi 1397–1459), jehož dílo, temné a depresivní, se zabývá konfliktem mezi vášní a morálkou, vyniká psychologickou hloubkou a meditativním charakterem. Do katalánštiny byly překládány bretaňská lai, francouzské rytířské romány a fabliaux, vznikla i veršovaná parafráze bible a další náboženské spisy zejména homiletického charakteru.

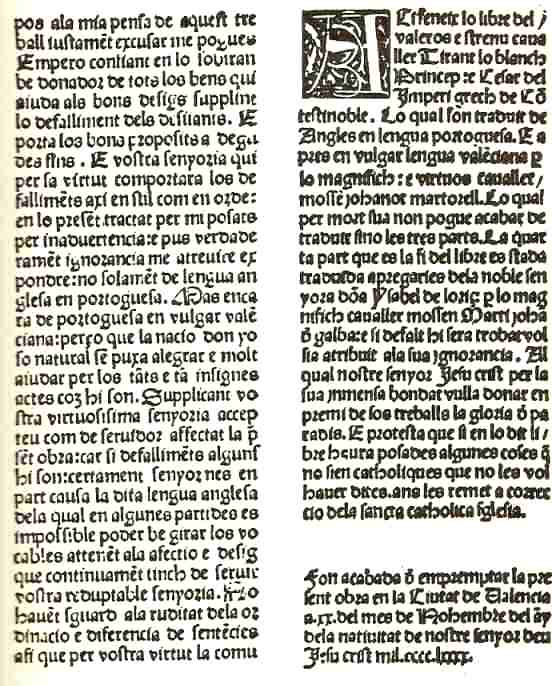
Poslední strana katalánského rytířského románu Tirant lo Blanc

Do katalánské literatury se humanistické tendence, vzniklé v Itálii i v Kastilii, rozšířily velmi rychle, například překlad Dantovy Božské komedie pořídil básník Andreu Febrer (asi 1375–asi 1440) již v roce 1429. Humanismus se projevil také v žánru rytířských románů, které se v katalánské literatuře právě začaly rozvíjet (nejvýznamnější z nich je román Tirant lo Blanc, což znamená buď Bílý rytíř nebo Tirant Bílý, vydaný v roce 1490, který je zmiňován v Cervantesově Donu Quijotovi jako nejlepší z rytířských románů). Vyskytuje se i další beletrie, nebo v novelách, založených na kastilských vzorech.

### Úpadek
V období mezi 16.–18. stoletím nastal úpadek katalánské literatury (La Decadència). Byla tvořena spíše málo významná díla zejména náboženského charakteru (legendy) stylově spadající do baroka, případně překlady z kastilštiny a napodobeniny kastilských básníků (především Gongóry). Mimo tuto „oficiální kulturu“ existovala velmi bohatá lidová poezie na témata náboženská i světská.

### Národní obrození
Katalánské národní obrození (Renaixença) začalo na počátku 19. století, kdy bylo založeno několik katalánských časopisů a také společností katalánských spisovatelů. Žádné z těchto snah ale neměly dlouhého trvání. Spisovatelé tohoto období byli ovlivněni celoevropským romantismem.
Hlavním problémem katalánského národního obrození byla absence spisovného, nebo alespoň sjednoceného katalánského jazyka – katalánština byla v té době rozdrobena do mnoha dialektů a variant, aniž by existovala jakákoli obecně uznávaná norma. I to bylo důvodem, proč v době před národním obrozením řada původem katalánských spisovatelů psala kastilsky.
Za počátek národního obrození je pokládána krátká báseň Óda na vlast (Oda a la pàtria), napsaná v roce 1832 Bonaventurou Carlesem Aribauem (1798–1862), oslavující krásu katalánské přírody a historie.
V hojnější míře se literární díla v katalánštině začala znovu objevovat přibližně až po roce 1839. Tehdy začali tvořit významní básníci, mezi nimi i nejvýznamnější básník katalánského národního obrození, Jacint Verdaguer (1845–1902), autor katalánského národního eposu Canigó a velmi vlivné náboženské poezie. Nepočítaje bezvýznamné romantické pokusy, většinou imitace historických románů Waltera Scotta, byl prvním významnějším prozaikem až naturalista Narcís Oller (1846–1930). Vznikalo také katalánské drama.

### Modernisme

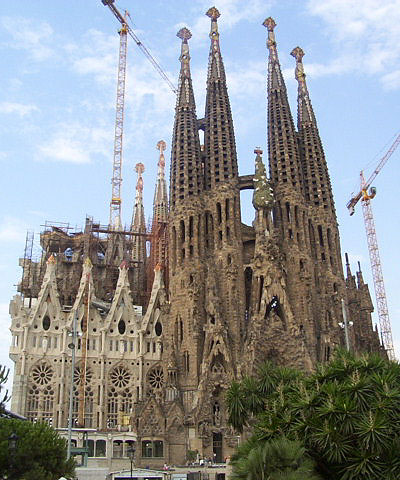
Katedrála Sagrada Família od Antoni Gaudího, vrcholné architektonické dílo katalánského modernismu

Katalánské označení modernisme označuje celkové umělecké (nejen literární) dění v období přibližně v období mezi lety 1888–1911. Nejde ovšem o ekvivalent celosvětového modernismu, katalánský modernisme se řídil mnoha různými estetickými tendencemi, jako byl parnasismus, symbolismus, vitalismus či dekadence, které spojoval pouze odpor k dosavadním tradicím katalánské literatury a částečně bohémský životní styl. Společenským pozadím katalánského modernisme bylo zvýšení katalánského národního uvědomění a vznik katalánské inteligence. Kromě jiného vznikla katalánská literární věda a konečně byla kodifikována spisovná katalánština.
V období modernismu tvořila řada významných básníků, převážně avantgardních, mimo jiné Josep Carner (1884–1970), označovaný za knížete katalánských básníků, Carles Riba (1893–1959) či Salvador Espriu (1913–1985). Nastal také velký rozmach tvorby povídkové a novelové, stejně jako románové, tyto prózy byly převážně dekadentní, respektive naturalistické, mezi jejich autory patřili např. Prudenci Bertrana (1867–1941) či Caterina Albert (1896–1966).

### Novecentismus
Novecentismus (noucecentisme) vznikl mezi katalánskými umělci na počátku 20. století (většina novecentistických děl vznikla v letech 1906–1923). Umělci většinou vynikali bohémským způsobem života, vyznávali radikalismus a individualismus. Novecentismus v umění byl úzce spojen s politikou (zejména v osobě politika Enrica Prata de la Riby, jednoho z prvních katalánských nacionalistů).
V poesii novecentismus prosazoval návrat ke klasicismu, požadoval uhlazený a přesný jazyk, objektivitu, nestrannost, zájem o přírodu. Byli ovlivněni francouzským parnasismem a symbolismem. Nejvýznamnějším básníkem tohoto směru byl Josep Carner (1884–1970), autor květnatých, propracovaných básní, vynikajících krásou jazyka a ovlivněných barokem, dalšími významnými osobnostmi byl Pompeu Fabra (1868–1948), filolog a kodifikátor moderní katalánštiny či prozaik Eugeni d'Ors (1881–1954).

### Období frankismu
V období vlády Francisca Franca bylo zakázáno na veřejnosti používat katalánský jazyk, takže katalánská literární tvorba se dále nemohla rozvíjet. Zákaz byl zmírněn až v padesátých letech, kdy mohly vycházet katalánské knihy (ale pouze knihy, tedy nikoli časopisy atd.). Vznikla celá řada románů, většinou s tematikou španělské občanské války či současného života, které mnohdy vycházely ve vyšším nákladu, než romány psané v oficiálně podporované kastilštině. Po pádu frankistického režimu došlo opět k uvolnění kulturní atmosféry a opětovnému vycházení katalánských periodik, a proto i k opětovnému rozšíření literární tvorby v katalánštině.

## Baskická literatura

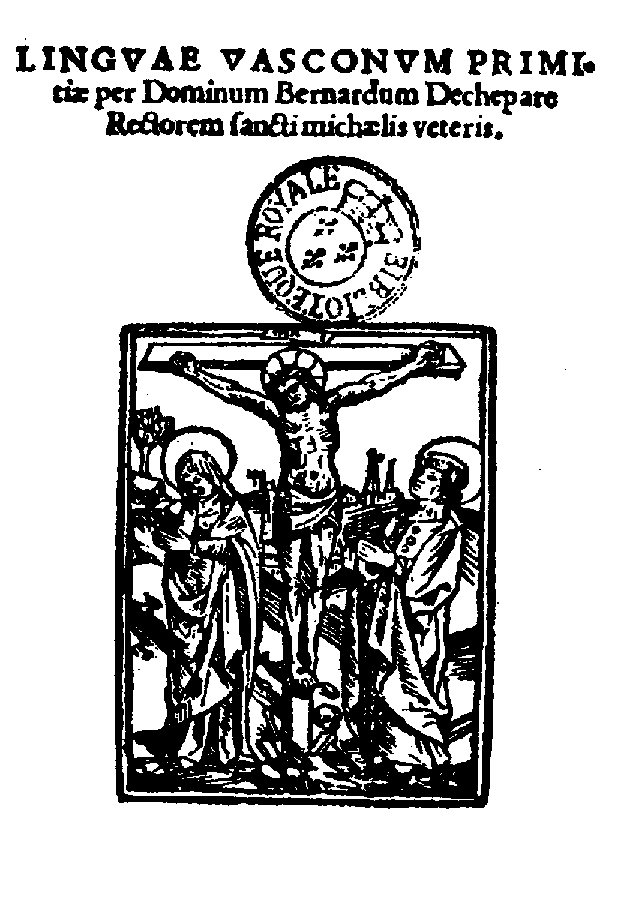
První strana knihy Lingue vasconum primitiae, první knihy, psané v baskičtině

Baskická literatura je psaná v baskickém jazyce. Baskičtina se od ostatních jazyků španělské literatury dosti podstatně liší, jde o izolovaný jazyk, který s ostatními, románskými, co se týče původu a jazykového vývoje nijak nesouvisí. Vývoj baskické literatury se ale od ostatních literatur neliší nijak markantně, vývoj byl ale podstatně zbrzděn tím, že spisovná varianta baskčitiny, nazývaná batua, byla vytvořena až v 70. letech 20. století, do té doby byl jazyk roztříštěn do mnoha dialektů.

### Počátky
Baskická literatura se začala vyvíjet mnohem později, než ostatní literatury Španělska. Příčinou toho bylo, že až do 15. století byla převažujícím komunikačním a literárním jazykem gramotných Basků kastilština. Baskická literatura v jazykovém smyslu toho slova (pokud nepočítáme několik podvrhů, pocházejících údajně ze starší doby, jako je Píseň o Lelovi, Canto de Lelo, a několik blíže neprozkoumaných latinkou psaných nápisů různého, snad i křesťanského obsahu, pocházejících údajně dokonce už ze 3. století) se tedy začala rozvíjet až v období renesance.
Vlastním počátkem baskického písemnictví jsou epické písně o rodových sporech a příležitostné básně k různým rodinným událostem. První tištěnou knihou v baskičtině je sbírka milostné a náboženské lyriky Linguae Vasconum Primitiae (První díla v baskičtině), který napsal kněz Bernard Etxepare (16. století) po roce 1545. V té době ale patrně už existovala velmi bohatá folklórní slovesnost. Z misijních důvodů (existoval tu dokonce náboženský konflikt mezi kalvinismem a katolicismem) byly také v počátečním období baskické literatury vydávány a šířeny náboženské spisy, například (kalvinistický) překlad Nového zákona z roku 1571 z pera kněze Joannese Leizarragy (1506–1601). Světská literatura se začala rozvíjet až v 17. století, na jejím počátku stál Arnaud d'Oihenart (1592–1667), autor milostné autobiografické skladby Oihenarten Gaztaroa neurhitzetan (Oihenartovo mládí ve verších, 1657), historických a geografických spisů a sbírky baskických přísloví. V 17. století vznikla spíše drobnější díla: příležitostné básně, sbírky přísloví a katechismy, významná díla s vyššími ambicemi byla tvořena stále ještě spíše v kastilštině, třebaže již v tomto období existovaly cílené snahy o obrodu baskičtiny a různé obrany baskického jazyka (paradoxně tyto obrany byly psány většinou kastilsky).

### Klasicismus
Hlubší vědecký výzkum baskičtiny byl zahájen až v 18. století. Velkou zásluhu o to měli vědci jako Manuel de Larramendi (1690–1766) či Agustín de Cardaberaz (1703–1770), často spjatí s jezuitským řádem. V tomto období vznikaly gramatické a jazykovědné práce, ale i literatura umělecká, např. napůl románový dialog kněze Juana Antonia Moguela (1745–1804) Peru Abarca, líčící život na baskickém venkově. Umělecká literatura v pravém slova smyslu ale vznikla až v 19. století. Byla velmi ovlivněna literaturou francouzskou, zejména Lafontainovými bajkami, které byly přeloženy Jeanem-Baptistem Archu, a na které mnoho autorů navázalo původní tvorbou.

### Romantismus
Pro romantický proud v baskické literatuře je, podobně jako v jiných literaturách méně početných národů, typický zájem o národní historii a tradice. Vynikli tak například sběratel lidových písní Augustin Chaho (1810–1858), autor nacionalistického eposu Eskaldunac (Baskové, 1853) Jean Martin Hiribarren (1810–1866) či autor sentimentálních i satirických básní Indalezio Bizkarrondo (1831–1876). Vznikala také další díla o baskickém jazyce, historii a tradicích, např. od Juana Ignacia de Iztueta či Francisca Ignacia de Lardizabal.

### Počátky nacionalismu

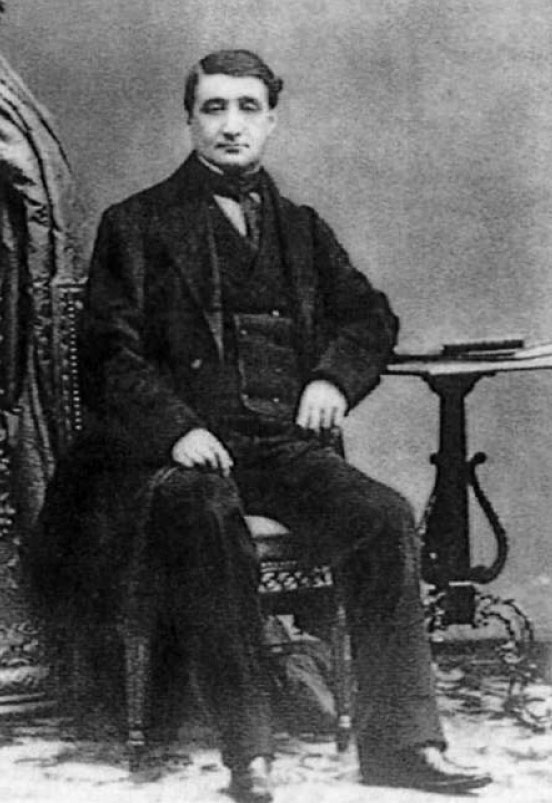
Louis Lucien Bonaparte

Iniciátorem baskického literárního dění druhé poloviny 19. století byl Louis Lucien Bonaparte (1813–1891), francouzský šlechtic a velký zájemce o baskičtinu, který jí nejen věnoval mnoho vlastních, převážně dialektologických prací, a také dal popud ke vzniknutí mnoha dalších, i uměleckých děl, např. několika překladů bible do různých baskických dialektů či překladů evropské poezie. V 19. století také vzniklo baskické nacionalistické hnutí, které kladlo velký důraz právě na rozvíjení baskičtiny a baskického národního uvědomění. Byla založena organizace Asociación Euskara (1878) a časopis Revista Euskara, v němž byla publikována baskická literární díla a historické články. Časopis byl na nátlak vlády zrušen v roce 1883, systematicky byly potlačovány i jiné národní aktivity. Přesto byla vydána básnická antologie Cancionero Vasco (1877–1880), byly také pořádány tzv. Juegos Florales (Květinové hry), vlastně hudební a literární soutěže. Iniciovala je tzv. sansebastiánská literární škola, jejíž členové rozsáhlou tvorbou obohacovali baskičtinu o nové výrazové prostředky. Nejpopulárnějším baskickým básníkem této školy byl Jean-Baptiste Elissamburu (1828–1891). Významnou literární událostí bylo vydání prvního baskického románu Atheka Gaitzeko Oihartzunak od Jeana Baptista Azkonagerre (1844–1927) v roce 1870 (kniha byla publikována v tehdejší pravopisné variantě příjmení, totiž Dasconaguerre, a dodnes se tak někdy uvádí). Vzniklo také několik baskických časopisů.

### 20. století
V roce 1911 vznikl z iniciativy humoristy Gregoria de Mújica (autor oblíbeného románu Fernando Amezketarra, 1927) časopis Euskalerriaren Alde (Pro Baskicko). Na počátku století ale začalo období přísné cenzury, mimo jiné potlačující veškeré projevy baskického národního uvědomění. V roce 1927 vznikla pololegální pravidelná akce Den baskického jazyka, na němž byla založena také nacionalistická literární organizace Euskaltzaleak. Na těchto dnech byly pořádány také literární soutěže, ze kterých vzešly vůdčí osobnosti tehdejší baskické literatury. Vznikaly také specializované literární časopisy, například Antzerti (založeno 1931), v němž se publikovaly výhradně divadelní hry.
Občanská válka a následná frankistická diktatura, která veškeré projevy národního života španělských národnostních menšin tvrdě potlačovala, znamenala úpadek baskické kultury – mnoho spisovatelů ve válce zahynulo, jiní byli z politických důvodů perzekvováni či emigrovali, především do Latinské Ameriky. K určitému obnovení baskické literatury došlo až v 50. letech 20. století, kdy původně kastilsky psaný časopis Egan začal zveřejňovat články v baskičtině. Od roku 1953 zveřejňoval pouze baskické příspěvky a režim to toleroval. Postupně vzniklo několik dalších vládou tolerovaných časopisů, např. Olerti (od roku 1959), který se zaměřoval na baskickou poezii, či Zeruko Argia (od roku 1963). Mohlo proto dojít k obnovení baskického kulturního života, čemuž velmi napomohla také postupná kodifikace spisovné baskičtiny v sedmdesátých letech. Vznikly i baskické divadelní hry a mnoho překladů z jiných evropských jazyků. Po pádu diktátora Franca a opětovné legalizaci projevů baskické kultury se situace dále zlepšovala.

## Galicijská literatura
Galicijská literatura je ta část literatury Španělska, která je psaná v galicijštině. Vzhledem k blízkosti obou zemí i jazyků (Galicie byla dlouhou dobu součástí Portugalska) je galicijská literatura ze všech částí španělské literatury nejpodobnější portugalské literatuře.

### Galicijsko–portugalská literatura
Počátky galicijské literatury tvořila středověká trubadúrská lyrika, kterou psali většinou žakéři a šlechtici, a to galicijsky nebo portugalsky. Odtud pochází také název galicijsko–portugalská literatura. Spadá sem období přibližně mezi 12. a 15. stoletím. Jde většinou o milostnou lyriku, napodobující provensálskou trubadúrskou lyriku. Toto období bylo pozdějšími autory pokládáno za vrchol galicijské literatury, k němuž se později vraceli.
Poezie z této doby je zaznamenána především ve třech „zpěvnících“ (v orig. Cancioneiro): Vatikánském zpěvníku (Cancioneiro da Vaticana), Zpěvníku z Národní knihovny (Cancioneiro da Biblioteca nacional) a Ajudském zpěvníku (Cancioneiro da Ajuda). V tomto období působila celá řada významných autorů, zejména básníků, například trubadúr Macías (asi 1340–1370), autor mnoha milostných písní.

### Séculos Escuros

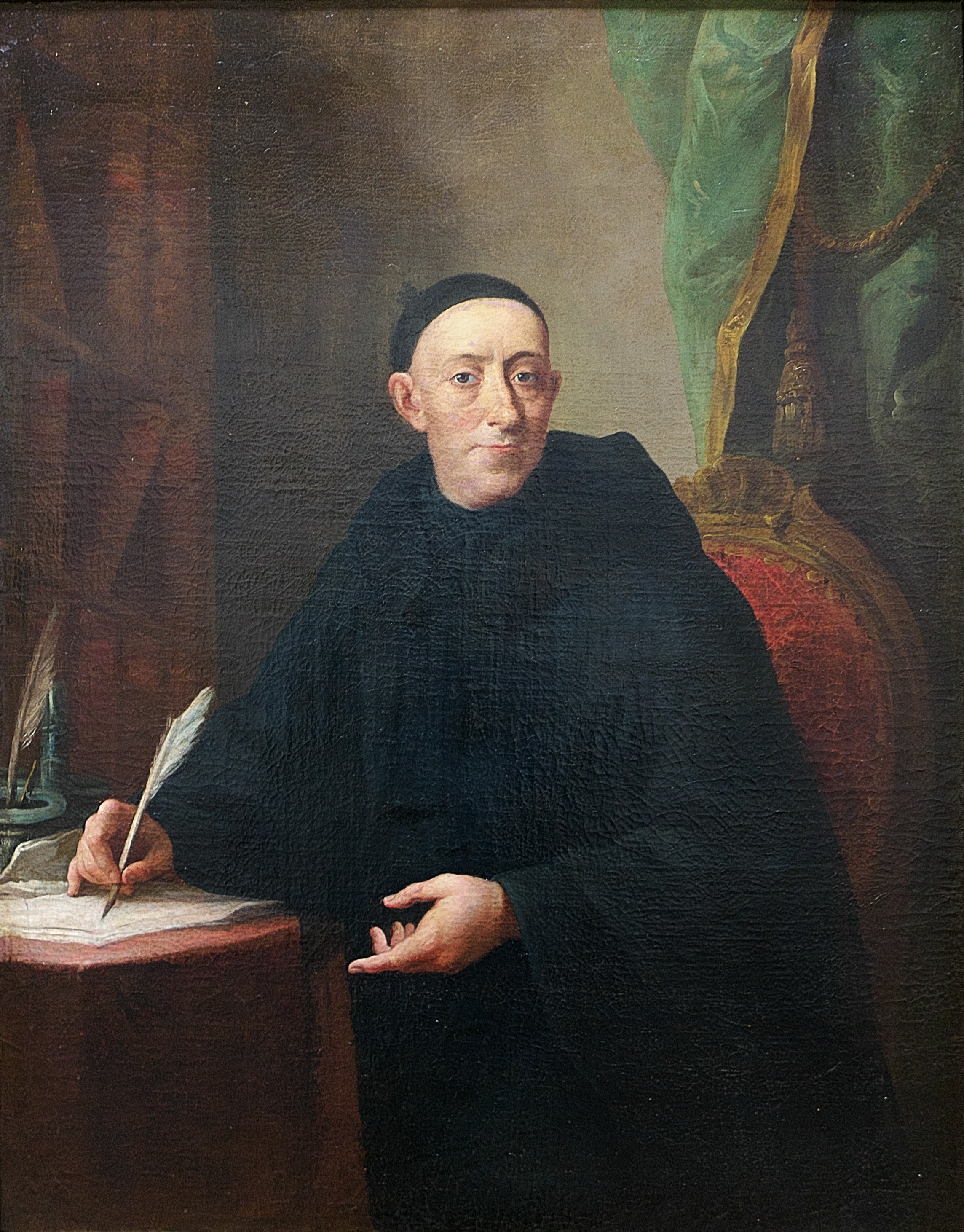
Benito Jerónimo Feijóo

Po připojení Galicie k zemím Kastilské koruny nastal kulturní úpadek galicijštiny a galicijské literatury, protože byla jako úřední a literární jazyk preferována kastilština. V tomto období kromě folklórní slovesnosti vznikala pouze různá příležitostná drobnější díla, básnická i prozaická. Toto temné období galicijské literatury (galicijsky nazývané Séculos Escuros – Temná století) zahrnuje období mezi 16.–18. stoletím.
Úroveň galicijské kultury se mírně pozvedla až v 18. století. Na tomto zlepšení měli zásluhu mniši a učenci Benito Jerónimo Feijoo y Montenegro (1676–1764), příležitostně píšící i v galicijštině,[zdroj?] o kterou měl velký zájem, a benediktinský osvícenec Martín Sarmiento (1695–1772).

### Rexurdimento

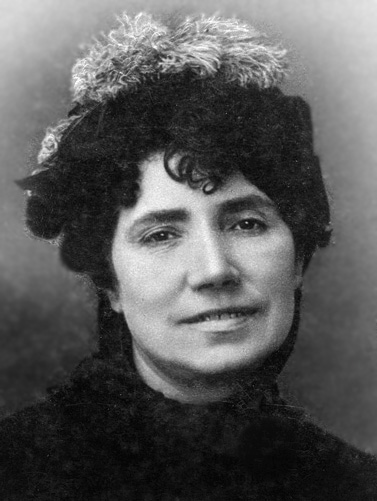
Galicijská básnířka Rosalía de Castro

Obrození galicijské literatury, galicijsky nazývané Rexurdimento, začalo v 19. století. Bylo způsobeno napoleonskými válkami, které silně působily na patriotismus. Bylo také silně ovlivněno soudobým romantickým hnutím, které podporovalo snahu o sebeurčení menších národů. Rexurdimento bylo španělskou vládou spíše potlačováno.
Galicijské národní obrození se volně dělí na tři „generace“. Nejde přitom v pravém slova smyslu o generace či přesně vyhraněná období, spíše o určité skupiny spisovatelů, tvořících přibližně ve stejné době a stejným způsobem. V jistém období tvořili příslušníci všech tří generací zároveň.
První generaci je možno časově vymezit přibližně obdobím vlády Isabelly II. (tj. v období 1833–1868). V tomto období vzniklo pouze několik příležitostných, časopisecky otištěných básní.
Druhá generace, mající hlavní úlohu přibližně v letech 1868–1885, byla mnohem literárně bohatší, vycházela již řada galicijských knih a časopisů. V této generaci byla pěstována především poezie a žurnalistika, jejími nejvýznamnějšími postavami byli novinář Manuel Murguía (1833–1923), jeho manželka, básnířka Rosalía de Castro (1837–1885) a básník Eduardo Pondal (1835–1917), mimo jiné autor textu galicijské hymny. Ve druhé generaci vznikly taktéž zárodky literární kritiky a zejména divadla, které dále rozvíjela třetí generace.
Autoři třetí generace tvořili přibližně v letech 1885–1910. V tomto období se rozvíjel román a politická žurnalistika, nastal také velký rozkvět lyriky. Nejvýznamnějším literátem byl spisovatel a novinář Manuel Curros Enríquez (1851–1908). Tvorbu třetí generace podněcovala řada společenských a politických událostí, mimo jiné založení spisovatelského sdružení Literární Galicie v roce 1875 a založení Galicijské královské akademie v roce 1906.

### Dvacáté století
Třetí generace vedla po první světové válce ke vzniku galicijského avantgardního hnutí, které se více než předchozí generace inspirovalo středověkou galicijsko–portugalskou literaturou, snažilo se představovat opozici k dosavadním autorům a porušovat vžité literární konvence. Nejvýznamnějšími autory této generace byli Luís Amado Carballo (1901–1927) a básník Manuel Antonio (1900–1930). V tomto období převažovala poezie a kratší próza.
V období Francovy vlády nastal další úpadek galicijštiny a galicijské literatury. Franco, přestože sám z Galicie pocházel, prosazoval jako úřední a literární jazyk kastilštinu, dokonce do té míry, že galicijština spolu s dalšími jazyky byla zakázaná v divadlech. Po jeho smrti a konci jeho režimu nastalo opět uvolnění v kulturních poměrech.